# Antanas Smetona
Antanas Smetona (lituaniană: [ɐnˈtǎːnɐs sʲmʲɛtoːˈnɐ] ⓘ; n. 10 august 1874, Užulėnis⁠(d), Ukmergė District Municipality⁠(d), Lituania – d. 9 ianuarie 1944, Cleveland, Ohio, SUA) a fost un intelectual și jurnalist lituanian și primul președinte al Lituaniei din 1919 până în 1920 și din nou din 1926 până în 1940, înainte de ocuparea Lituaniei de către Uniunea Sovietică. A fost una dintre cele mai importante personalități politice lituaniene între Primul Război Mondial și al Doilea Război Mondial și a fost unul dintre cei mai proeminenți ideologi ai naționalismului din Lituania.

## Tinerețe și educație
Smetona s-a născut la 10 august [S.V. 28 iulie] 1874 în satul Užulėnis, Gubernia Kovno, Imperiul Rus, într-o familie de fermieri – foști iobagi ai conacului Taujėnai, care aparținea familiei Radziwiłł. Cercetătorul Kazimieras Gasparavičius a urmărit descendența patriliniară a lui Smetona până la Laurentijus, care s-a născut în jurul anului 1695 și a trăit lângă Raguva. Smetona a fost al optulea dintre cei nouă copii ai familiei. Părinții lui au fost oameni harnici care au reușit să-și dubleze cele 5 hectare de pământ. Tatăl său era om cu știință de carte și Smetona a învățat să citească acasă.

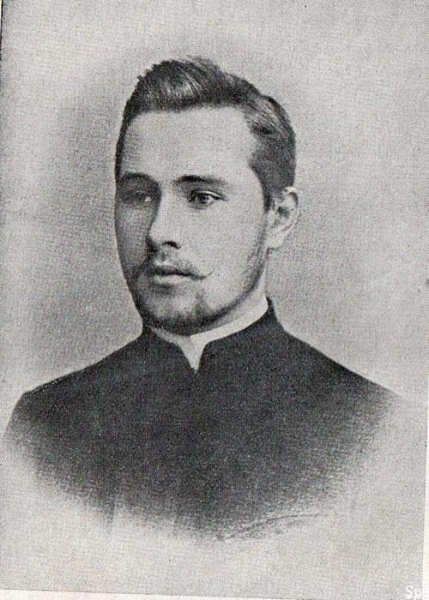
Smetona ca student la Facultatea de Drept a Universității

Tatăl său a murit în 1885, când Smetona avea doar 11 ani și, în ciuda dificultăților financiare, un an mai târziu Smetona – singurul dintre frații săi – a fost trimis la școala primară din Taujėnai, unde predarea era în rusă din cauza interzicerii presei lituaniene cu alfabet latin. Aceasta a fost dorința tatălui său pe patul de moarte. Dorința mamei sale era ca Smetona să ajungă preot. După absolvire, în 1889, Smetona a vrut să-și continue studiile, dar gimnaziile au primit elevi doar până la vârsta de 12 ani și el avea deja 15 ani. Prin urmare, a fost forțat să studieze în privat în Ukmergė pentru a ajunge din urmă și a putea trece examenele pentru a intra în clasa a patra de gimnaziu. În vara anului 1891, el a încercat să obțină admiterea la Gimnaziul din Liepāja, deoarece fratele său Motiejus lucra într-o fabrică din Liepāja. A fost refuzat și a aplicat în schimb la pre-gimnaziul din Palanga, care nu avea restricții de vârstă. Smetona a fost un student exemplar (unul dintre primii doi elevi) și a primit o scutire de școlarizare. Ca superintendent al unui cămin studențesc, a primit și o locuință gratuită și a putut să se întrețină singur oferind lecții private. Alți trei viitori semnatari ai Actului de Independență al Lituaniei au fost în pre-gimnaziu în același timp: Steponas Kairys, Jurgis Šaulys și Kazimieras Steponas Šaulys. Deoarece Palanga era aproape de granița cu Prusia Răsăriteană, i-a fost mai ușor să facă rost de literatură lituaniană, care a fost interzisă de autoritățile țariste. Smetona a început să citească periodice și cărți lituaniene, inclusiv o istorie a Lituaniei scrisă de Maironis.
După absolvire, în 1893, conform dorințelor familiei sale, a promovat examenele de admitere la Seminarul Eparhial Samogitian din Kaunas. Cu toate acestea, nu a simțit o chemare puternică  pentru preoție și s-a înscris la Gimnaziul din Jelgava din Letonia . Acesta a fost un centru cultural al Renașterii Naționale Lituaniene și a atras mulți viitori lideri ai culturii și politicii lituaniene, inclusiv Juozas Tūbelis și Vladas Mironas, care au devenit ulterior tovarășii politici ai lui Smetona. În special, limba și cultura lituaniană au fost promovate deschis de lingvistul Jonas Jablonskis, profesor de limba greacă, cu care Smetona a avut o relație profesională strânsă. Jablonskis a vizitat satul natal al lui Smetona, unde a adunat informații despre dialectele lituaniene. Smetona și-a cunoscut viitoarea soție, Sofija Chodakauskaitė, cu ajutorul lui Jablonskis, care l-a recomandat ca tutore pentru fratele acesteia.

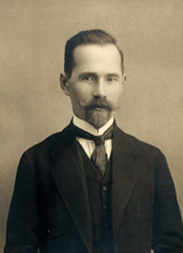
Portret al lui Smetona realizat la Vilnius înainte de Primul Război Mondial

În toamna anului 1896, administrația gimnaziului din Jelgava i-a forțat pe studenții lituanieni să-și recite rugăciunile în limba rusă, în timp ce studenților letoni și germani li se permitea să folosească limbile lor materne. Smetona și alți studenți au refuzat și au fost dați afară. Mai târziu, majoritatea au fost de acord să se roage în limba rusă și au fost admiși din nou, dar unora dintre cei care au refuzat li s-a interzis să mai frecventeze orice altă școală. Elevii au trimis petiții Papei Leon al XIII-lea și lui Ivan Delianov, ministrul Educației Naționale. Smetona și alți doi, Jurgis Šlapelis⁠(lt)[traduceți] și Petras Vaiciuška, au reușit să obțină o audiență cu ministrul Delianov, care le-a permis lituanienilor să se roage în limba latină și studenților expulzați să-și continue educația. Smetona nu s-a mai întors la Jelgava și a absolvit la Gimnaziul nr. 9 din Sankt Petersburg.
După absolvire, în 1897, Smetona a intrat la Facultatea de Drept a Universității din Sankt Petersburg. Era mai interesat de istorie și limbi, dar știa că, în calitate de catolic, alegerile sale se limitau la  profesii ca preot, avocat sau medic dacă dorea să lucreze în Lituania. Sankt Petersburg, cu o legătură feroviară directă cu Lituania, a devenit un centru cultural lituanian. Smetona s-a alăturat și a condus o organizație secretă studențească lituaniană; mai târziu a fost succedat de Steponas Kairys. De asemenea, s-a alăturat unui cor lituanian condus de Česlovas Sasnauskas, organist la Biserica Sf. Ecaterina. Smetona a fost expus ideilor socialiste și chiar a citit Capitalul de Karl Marx, dar a respins hotărât socialismul. A fost expulzat din universitate, închis timp de două săptămâni și deportat la Vilnius pentru că a participat la protestele studențești din februarie 1899. A fost prima dată când Smetona a vizitat orașul, capitala istorică a Marelui Ducat al Lituaniei, care i-a lăsat o impresie profundă asupra lui. O lună mai târziu, i s-a permis să se întoarcă la universitate.
În 1898, Smetona și colegul său de cameră, Vladas Sirutavičius⁠(lt)[traduceți], folosind un șapirograf au tipărit  aproximativ 100 de copii ale unei scurte gramatici lituaniene scrise de Petras Avižonis pe baza scrierilor în limba germană ale lui Friedrich Kurschat. Această gramatică a fost insuficientă pentru nevoile lituanienilor și în vara anului 1900 Jonas Jablonskis a început să lucreze la gramatica sa de limbă lituaniană. A fost ajutat de Avižonis, Žemaitė și Smetona, cu toate că Smetona a editat în mare parte lucrări ale episcopului Motiejus Valančius. Gramatica a fost publicată în 1901 și a devenit o lucrare fundamentală în stabilirea limbii lituaniene standard. La începutul anului 1902, poliția a început să investigheze o rețea de contrabandiști lituanieni de cărți și a percheziționat camera lui Smetona unde a găsit mai multe publicații lituaniene interzise. A fost închis în Castelul Vîborg, dar a reușit să fie achitat și a absolvit în acea primăvară.

## Activități timpurii
După absolvirea universității în 1902, s-a mutat la Vilnius și a lucrat la Banca Teritorială din Vilnius până în 1915. El a fost un participant activ la viața culturală lituaniană și, până când a ajuns președinte în decembrie 1926, a dedicat o cantitate substanțială de timp și efort presei lituaniene. Doi ani mai târziu, s-a căsătorit cu  Sofija Chodakauskaitė în Biserica Sf. Arhanghel Rafael din Vilnius.
Încă din primele sale zile la Vilnius, Smetona s-a implicat în activitățile diferitelor grupuri naționaliste lituaniene. El s-a alăturat Partidului Democrat Lituanian, pe care l-a reprezentat în Marele Seimas din Vilnius. Mai târziu a fost ales în Prezidiul acestuia. Între 1904 și 1907, a făcut parte din personalul ziarului lituanian, Vilniaus žinios (Știri din Vilnius). Între 1905 și 1906, a editat săptămânalul Lietuvos ūkininkas (Fermierul lituanian). În 1907, Smetona și reverendul Juozas Tumas-Vaižgantas au înființat o societate pentru a tipări ziarul Viltis (Speranța) și au început să-l publice și să-l difuzeze. În Viltis, Smetona a susținut unitatea națională. El a fost, de asemenea, unul dintre promotorii companiei Aušra (Zori) pentru publicarea de cărți lituaniene, membru al Societății Lituaniene de Ajutor Reciproc din Vilnius, al Societății Savante Lituaniene, al Vilniaus aušra (Zorile din Vilnius) și al Rytas (Dimineața), al societății de arte Rūta și multe alte societăți. A predat limba lituaniană în școlile din Vilnius. În 1914, a început să publice Vairas (Cârma), o nouă revistă bisăptămânală.

## Politică

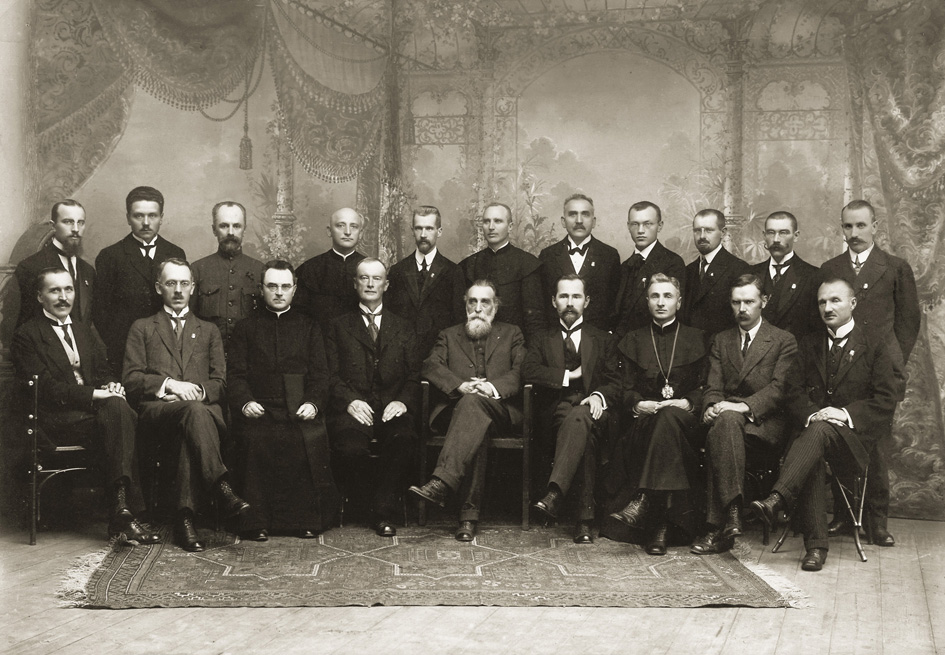
Primii 20 de membri ai Consiliului Lituaniei. Jonas Basanavičius este în mijloc, pe primul rând. La stânga sa se află Antanas Smetona.

În timpul Primului Război Mondial, a fost primul vicepreședinte, iar mai târziu președinte, al Comitetului Central al Societății Lituaniene de Ajutorare a celor Afectați de Război (Lietuvių draugija nukentėjusiems dėl karo šelpti). În vara anului 1916, Antanas Smetona, împreună cu alți lituanieni din Vilnius, au prezentat un memoriu comandantului-șef german al Frontului de Răsărit, în care cereau dreptul națiunii lituaniene de a avea un stat independent. La 6 septembrie 1917, a început să tipărească ziarul Lietuvos Aidas (Ecoul Lituaniei), ca editor și redactor-șef al acestuia. În primul număr al ziarului, Smetona a scris că cel mai important obiectiv al națiunii lituaniene este restabilirea unui stat lituanian independent.
Între 18 și 22 septembrie 1917, a participat la Conferința Lituaniană de la Vilnius și a fost ales președinte (1917–1919) al Consiliului Lituaniei (mai târziu Consiliul de Stat). La 16 februarie 1918, Antanas Smetona a semnat Declarația de Independență a Lituaniei.
Între decembrie 1918 și martie 1919, a trăit mai mult în Germania și țările scandinave, unde a cerut împrumuturi pentru cauza independenței Lituaniei. La 4 aprilie 1919, Consiliul de Stat al Lituaniei l-a ales pe Smetona ca primul președinte al Republicii Lituania. La 19 aprilie 1920, Adunarea Constituantă l-a ales președinte pe Aleksandras Stulginskis. Deoarece nu a mai fost reales în Seimas, între 1921 și 1924 a editat mai multe periodice, printre care Lietuvos balsas (Vocea Lituaniei), Lietuviškas balsas (Vocea lituaniană) și Vairas.

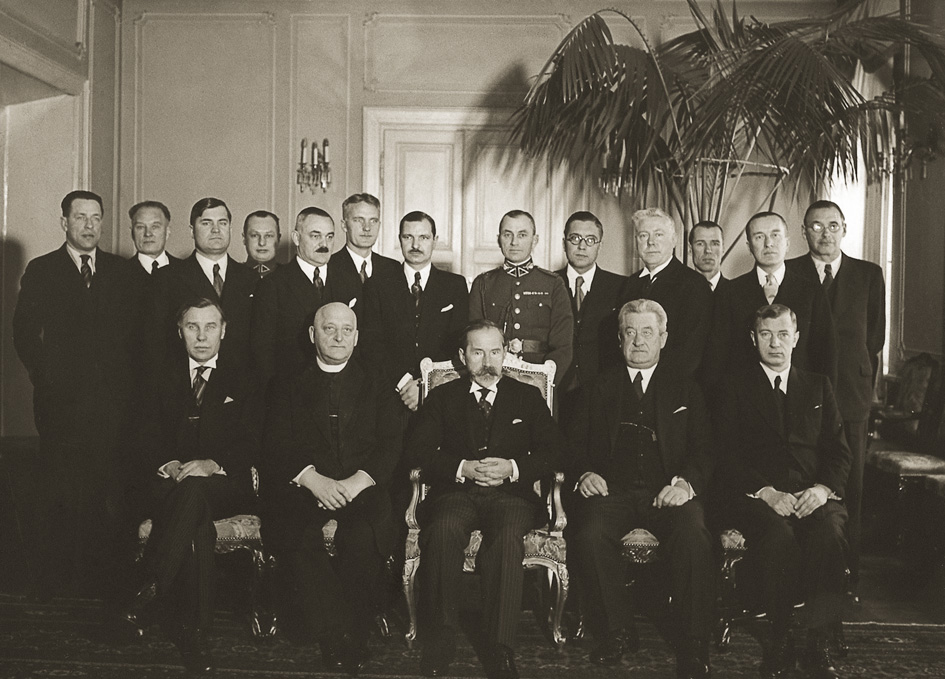
Smetona (centru) cu miniștri

După Revolta din Klaipėda din ianuarie 1923, în Memelgebiet, care fusese separat de Germania, a fost numit comisar acolo pe 20 februarie, dar, din cauza neînțelegerilor cu prim-ministrul Ernestas Galvanauskas, a demisionat din funcție.
În noiembrie 1923, autoritățile l-au închis pe Smetona câteva zile pentru publicarea unui articol scria de Augustinas Voldemaras în Vairas. Între 1923 și 1927, a fost profesor asistent la Universitatea din Lituania – la început la catedra de teoria și istoria artei și mai târziu la catedra de filosofie. A ținut prelegeri despre etică, filozofie antică și lingvistică lituaniană. În 1932, i s-a acordat un doctorat onorific la Universitatea Vytautas Magnus din Lituania.
Smetona a participat la activitatea Uniunii Pușcașilor Lituanieni (Lietuvos šaulių sąjunga) care a organizat Revolta din Klaipėda, ceea ce i-a adus o mai mare recunoaștere a numelui său. De mai multe ori, el a fost ales în consiliul central al acestuia. Între 1924 și 1940, a fost vicepreședinte al consiliului de administrație al Băncii Internaționale.

### Președinte autoritar
Polonezii au furat istoria Lituaniei, acum rușii încearcă să o fure, trebuie să-i prindem de mână pe hoții aceia și să-i arătăm într-o lumină reală lumii întregi.

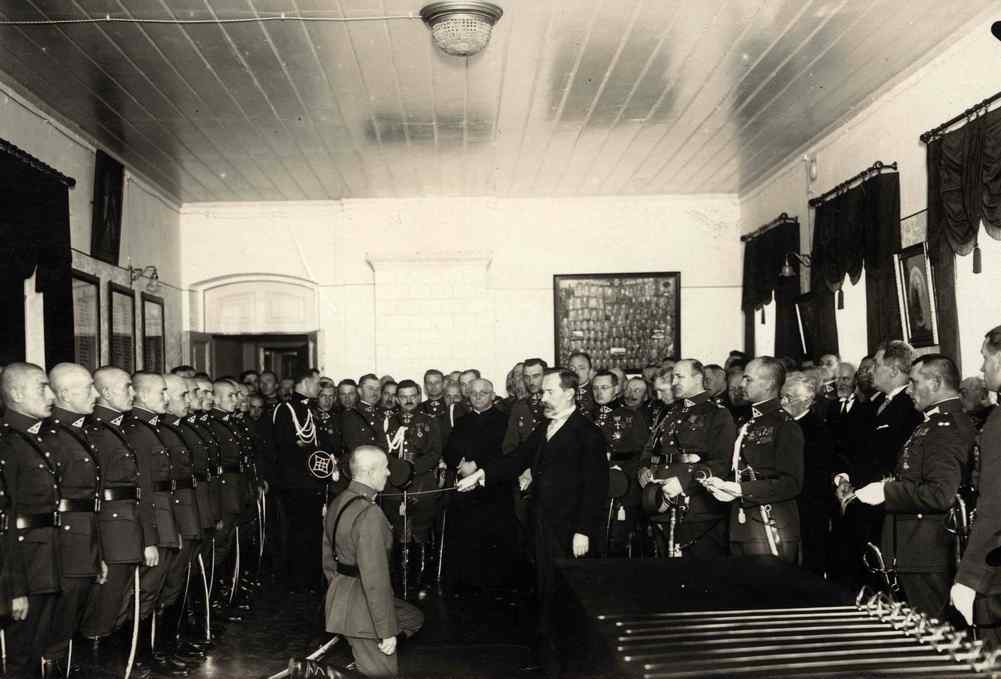
Antanas Smetona la inițierea soldaților în Forțele Armate Lituaniene

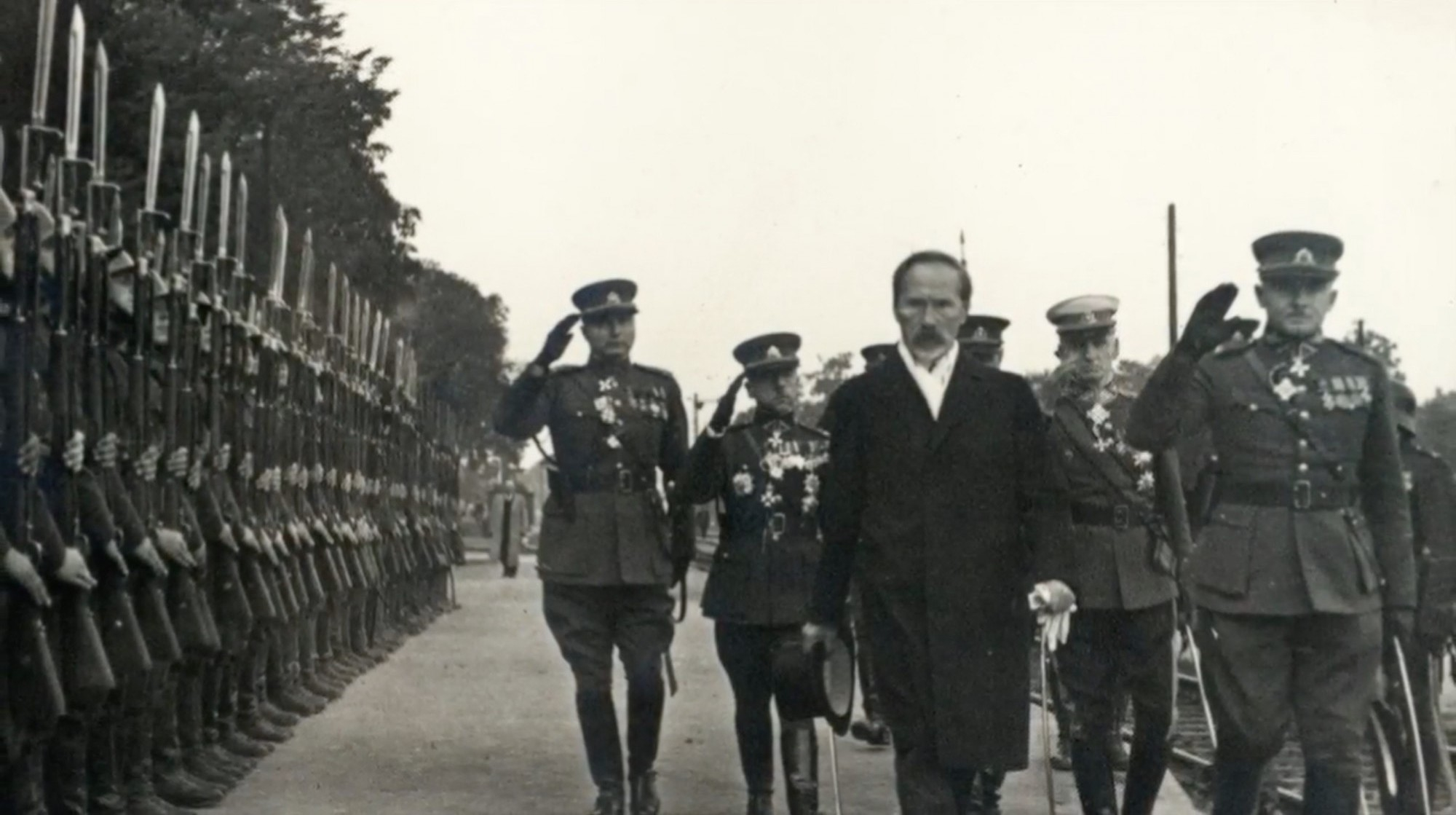
Antanas Smetona inspectează soldații forțelor armate lituaniene

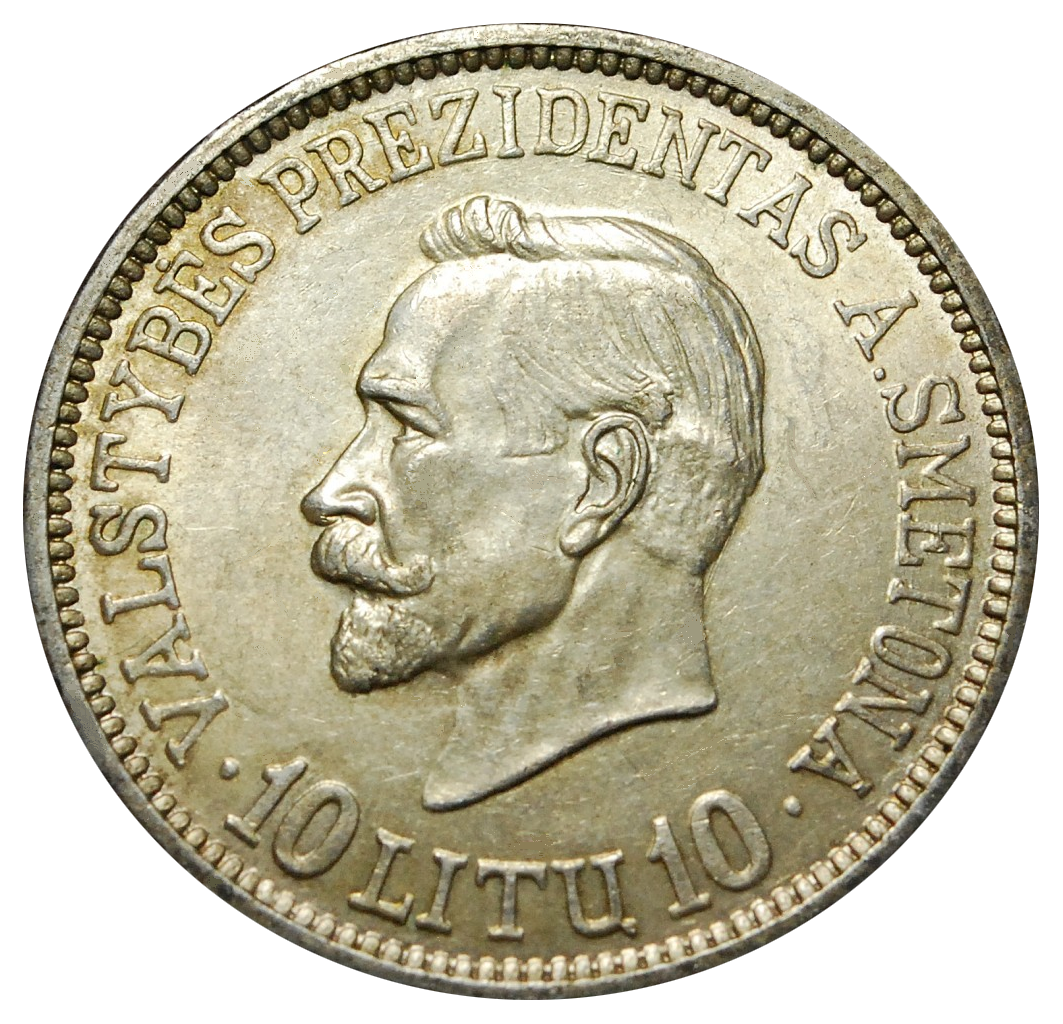
Monedă interbelică de 10 litai cu președintele Smetona. Esre realizată de către sculptorul Juozas Zikaras

Smetona a fost unul dintre conducătorii loviturii de stat din 1926, care l-a detronat pe președintele Kazys Grinius. El a devenit din nou președinte la 19 decembrie a acelui an (alți doi au ocupat pentru scurt timp funcția în timpul loviturii de stat, care a început la 17 decembrie, înainte ca Smetona să fie restabilit oficial la președinție). L-a desemnat pe  Augustinas Voldemaras ca prim-ministru. Un an mai târziu, a suprimat parlamentul și, la 15 mai 1928, cu aprobarea guvernului, a promulgat o nouă constituție cu puteri prezidențiale mai extinse. În 1929, l-a înlăturat pe Voldemaras și și-a asumat puteri dictatoriale.
În următorii nouă ani, Smetona a condus prin decret, fără parlament; noua sa constituție i-a conferit atât puteri executive, cât și legislative atunci când Seimas nu era în sesiune. A fost reales președinte în 1931 și 1938, de fiecare dată ca singur candidat. Seimas nu s-a mai reunit în ședință  până în 1936; chiar și atunci, a fost formată în întregime din adepți ai lui Smetona. În 1938, a fost adoptată o a treia constituție care a păstrat caracterul general autoritar al documentului din 1928 și a declarat că puterea politică în stat este „indivizibilă”. A rămas în funcție până la 15 iunie 1940.
Ca naționalist, regimul lui Smetona a închis multe școli în limba poloneză la venirea sa la putere. Regimul a arestat și a întemnițat în mod repetat membri ai Partidului Comunist, deja interzis – la fel ca în aproape toate dictaturile europene interbelice, pretinsa amenințare a comunismului a fost sursa legitimității sale. Cu toate acestea, în ciuda propagandei conform căreia comuniștii erau o „forță de străini care invadează țara”, aceștia au continuat să opereze în clandestinitate cu numărul de membri în creștere și astăzi se știe că liderii lor erau etnic lituanieni.
În 1935, Smetona a suferit o lovitură când fermierii din sud-estul Lituaniei au organizat o grevă  și au refuzat să-și vândă produsele. Represaliile au dus la cinci morți și la arestarea a 456 de fermieri. Acest lucru a exacerbat tensiunile de lungă durată în cadrul regimului său între cei duri care pledau pentru un control autoritar mai rigid asupra vieții lituaniene și moderații care doreau liberalizarea. Aceste dificultăți, însă, erau deja umbrite de amenințarea Germaniei naziste. Regimul lui Smetona a fost primul din Europa care a condamnat naziști la tribunal: încă din 8 februarie 1934, acțiunile împotriva naziștilor au început în regiunea Memel, care era autonomă în Lituania. Procesul regimului lui Smetona împotriva lui Ernst Neumann și Freiherr von Sass (din iulie 1934 până în martie 1935) a fost prima încercare de a aduce naziștii în fața justiției și a avut ca rezultat 76 de hitleriști întemnițați și patru condamnați la moarte – deși sentința acestora avea să fie schimbată în închisoare pe viață. În 1938, însă, Memel a devenit o problemă dificilă pentru un regim care cheltuia un sfert din bugetul său pentru apărare și modernizarea costisitoare a armatei, iar naziștii au reușit să câștige 26 din 29 de locuri la alegeri. În anul următor, Smetona a predat orașul-port Memel lui Hitler și a declarat stare de urgență – el nu și-a pierdut niciodată dezgustul față de Hitler și nazism. El a fost atât de discreditat de pierderea orașului Memel încât membri ai opoziției politice lituaniene au fost numiți în cabinetul său în încercarea sa de a recupera credibilitatea și stabilitatea internă.
Guvernul lui Smetona a fost precaut cu privire la industrializare, deoarece baza sa electorală se afla în populația rurală dominantă. Ca dictator, Smetona nu a încurajat investițiile străine directe, care au rămas extrem de limitate pe tot parcursul conducerii sale. Cu toate acestea, în perioada dictaturii lui Smetona, Lituania a avansat din punct de vedere economic: producția industrială – direcționată în principal către cererea internă – atunci când a avut loc invazia sovietică era de două ori mai mare decât înainte de lovitura de stat care l-a adus la putere, iar rețeaua de transport a țării a fost mult îmbunătățită prin construcția de căi ferate de la Šiauliai la Klaipėda și de la Kaunas la sud și nord-est. În contrast, Smetona a fost mai generos în sprijinul sectorului agricol, care la acea vreme asigura aproape toate exporturile Lituaniei, în ciuda protestelor ocazionale împotriva regimului.

### Ocupație sovietică
Lituania a fost ocupată de trupele sovietice în 1940, ca o consecință a Pactului Molotov-Ribbentrop din 1939 dintre Germania Nazistă și Uniunea Sovietică. După ce URSS a dat un ultimatum Lituaniei în iunie a acelui an, Smetona a propus rezistența armată împotriva sovieticilor. Majoritatea guvernului și a comandanților armatei nu au fost de acord, considerând că țara nu este capabilă să reziste efectiv cu trupele sovietice staționate în interiorul Lituaniei. La 15 iunie, Smetona și-a încredințat îndatoririle prezidențiale primului ministru Antanas Merkys, cu titlu interimar, conform constituției. Înainte de a părăsi Palatul Prezidențial din Kaunas, Smetona a spus: „Nu vreau să fac din Lituania o țară bolșevică cu propriile mele mâini”. El credea că, părăsind țara, va fi în măsură să facă mai multe conducând un guvern în exil, în loc să devină o marionetă sovietică. Mai întâi a fugit în Germania împreună cu familia. La scurt timp după aceea, soții Smetona au fugit în Elveția.
La o zi după ce Smetona a părăsit țara, Merkys a anunțat că l-a detronat pe Smetona și că acum este președinte de drept. Două zile mai târziu, Merkys a fost presat să-l numească pe mai flexibilul Justas Paleckis ca prim-ministru și să-și dea demisia. Paleckis a devenit apoi președinte interimar și a fost folosit ca o marionetă pentru a supraveghea etapele finale ale încorporării Lituaniei în Uniunea Sovietică o lună mai târziu.
După ce Lituania și-a declarat independența față de Uniunea Sovietică în 1990, s-a considerat că preluarea președinției de către Merkys a fost ilegală și neconstituțională, deoarece Smetona nu și-a dat niciodată oficial demisia. Oficialii lituanieni nu recunosc astfel pe Merkys sau Paleckis ca președinți legitimi și susțin că toate acțiunile ulterioare care au condus la anexarea sovietică au fost ipso facto nule.

## Fuga în străinătate
Nu vreau să bolșevizez Lituania cu propriile mele mâini.

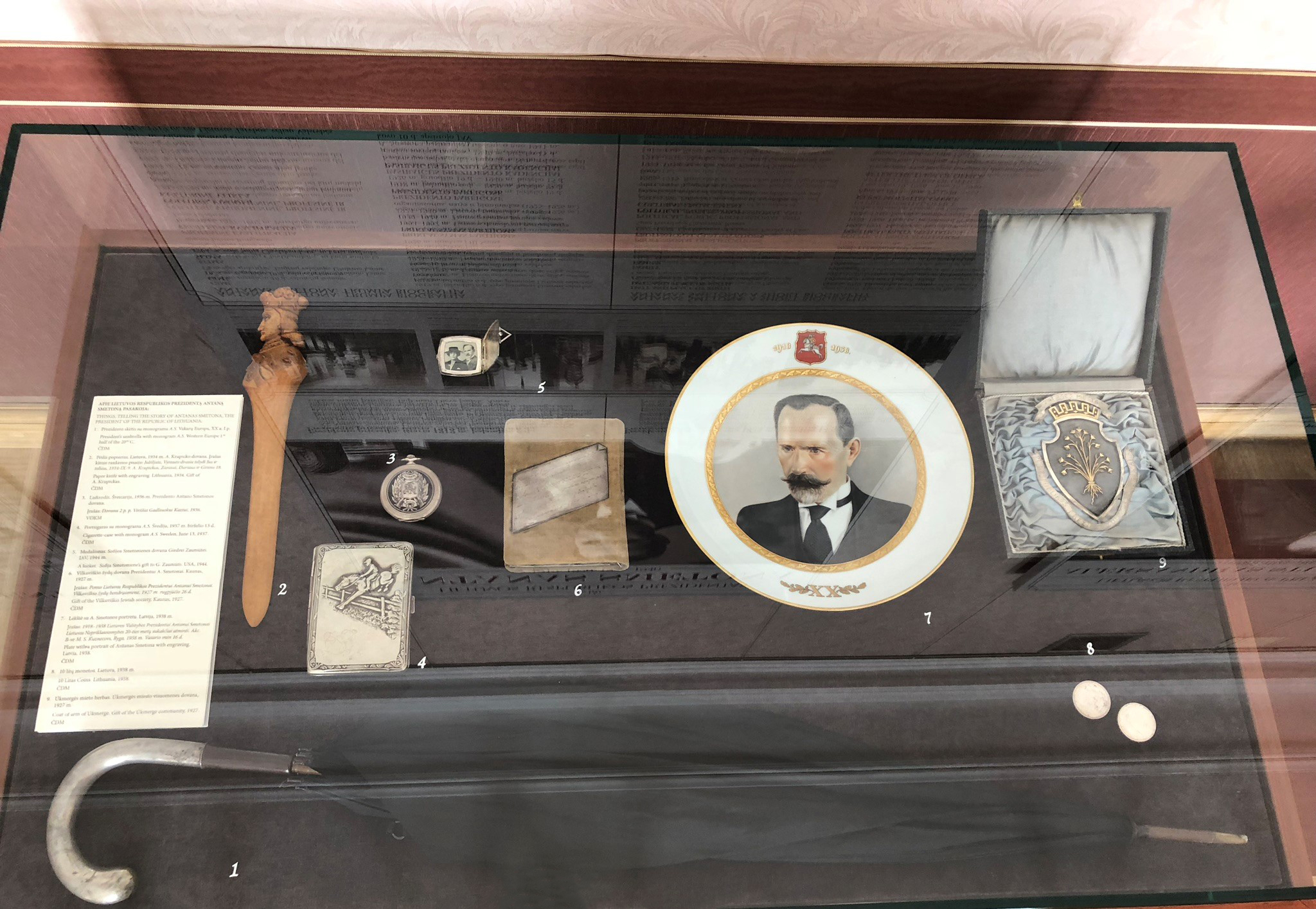
Umbrelă prezidențială cu monogramă A. S., medalion cu soția sa Sofija Smetonienė, placă cu poza lui Smetona, ceas elvețian - Palatul prezidențial din Kaunas

În dimineața zilei de 15 iunie, imediat după ce guvernul a decis să accepte ultimatumul sovietic, Smetona a început să se pregătească în mare grabă pentru a fugi din țară. El a fost însoțit de soția sa, fiul și fiica sa și soții și copiii lor, de Kazys Musteikis, fost ministru al Apărării, și doi adjutanți prezidențiali. Smetona a plecat din Kaunas la aproximativ ora 3 PM în acea zi. S-au oprit în Kybartai, la granița cu Germania nazistă. Smetona și Musteikis au încercat să cheme Regimentul 9 Infanterie de la Marijampolė pentru a-i proteja și pentru a opune o rezistență cel puțin simbolică Armatei Roșii, dar regimentul a fost oprit de o delegație trimisă din Kaunas pentru a-l recupera pe președinte. Smetona a decis să treacă imediat granița, dar grănicerii lituanieni nu i-au permis să treacă. În jurul miezului nopții, un localnic l-a condus pe Smetona, garda de corp și adjutantul său, peste pârâul Liepona. Deoarece Smetona se afla deja de cealaltă parte a graniței, familia lui a reușit să-i convingă pe polițiștii de frontieră să-i lase să treacă pe la ora 6 AM.
Pe partea germană, Smetona s-a întâlnit cu Heinz Gräfe⁠(de)[traduceți], un ofițer Gestapo. Prin Königsberg, refugiații au fost mutați într-o cabană de vânătoare de lângă lacul Święcajty⁠(pl)[traduceți] (Schwenzait) din Districtul Lacul Mazurian. La 17 august, Smetona a primit permisiunea de a se muta la Berlin, unde s-a stabilit pe Rankestraße⁠(de)[traduceți]. Acolo, el a fost atent supravegheat și i s-a permis să comunice doar cu un reprezentant lituanian, Kazys Škirpa. Germanii nu i-au permis lui Smetona să facă vreo mișcare politică pentru a nu supăra Uniunea Sovietică. Era clar că prezența lui Smetona nu era dorită. Astfel, la 4 septembrie, Smetona a depus o petiție oficială Ambasadei Statelor Unite la Berlin pentru a obține vize pentru SUA. Cererea a fost admisă, dar numai cu condiția ca, în timp ce Smetona se afla în SUA, să nu fie considerat lider sau reprezentant al vreunui stat sau guvern. A fost o condiție umilitoare, dar Smetona a acceptat-o și a plecat spre Berna, Elveția, la 18 septembrie. Musteikis a rămas la Berlin.
La Berna, Smetona s-a întâlnit cu membri ai Serviciului Diplomatic Lituanian, ambasadori și diplomați care au continuat să reprezinte Lituania aflată sub ocupație. Ei sperau să stabilească un guvern în exil prin intermediul Comitetului Național prezidat de fostul premier Ernestas Galvanauskas. Smetona a crezut că nu este nevoie de un astfel de comitet și a criticat alegerea lui Galvanauskas. De asemenea, diplomații nu au fost receptivi la propunerile lui Smetona - nu avea fonduri, autoritate sau influență politică. Cu toate acestea, Smetona a semnat așa-numita Legea Kybartai – un document antedatat despre care se presupune că a fost scris în Kybartai înainte de exilul său. Legea l-a demis pe Antanas Merkys și l-a numit pe  Stasys Lozoraitis atât ca prim-ministru, cât și ca președinte interimar. Acest document controversat nu a fost niciodată folosit în practică.
Smetona a plecat din Berna spre Lisabona în ianuarie 1941. A stat în Monte Estoril, la Pensão Zenith. A plecat în Brazilia la bordul transatlanticului britanic Serpa Pinto și a ajuns la Rio de Janeiro la 14 februarie. El a fost întâlnit de oficiali locali și emigranți lituanieni și a avut o întâlnire cu Getúlio Vargas, președintele Braziliei. Smetona a plecat din Brazilia la 26 februarie. La 9 sau 10 martie 1941, Smetona împreună cu soția sa au ajuns la New York la bordul lui SS Argentina. A fost întâmpinat de aproximativ 30 de jurnaliști și fotografi americani, precum și de reprezentanți lituaniano-americani. El a fost însoțit la hotelul The Pierre, unde a avut loc o ceremonie de seară cu aproximativ 400 de invitați la 13 martie. Întrucât Smetona era o persoană privată în Statele Unite, adunarea nu a inclus niciun membru al organizațiilor americane.
Ei au locuit temporar la Ambasada Lituaniei la Washington, DC, dar relația sa cu reprezentantul Povilas Žadeikis a fost tensionată. Smetona a locuit apoi în Pittsburgh și Chicago înainte de a se stabili în Cleveland, Ohio, în mai 1942, împreună cu familia fiului său. În exil, a început să lucreze la istoria Lituaniei și la memoriile sale.

## Deces și înmormântare

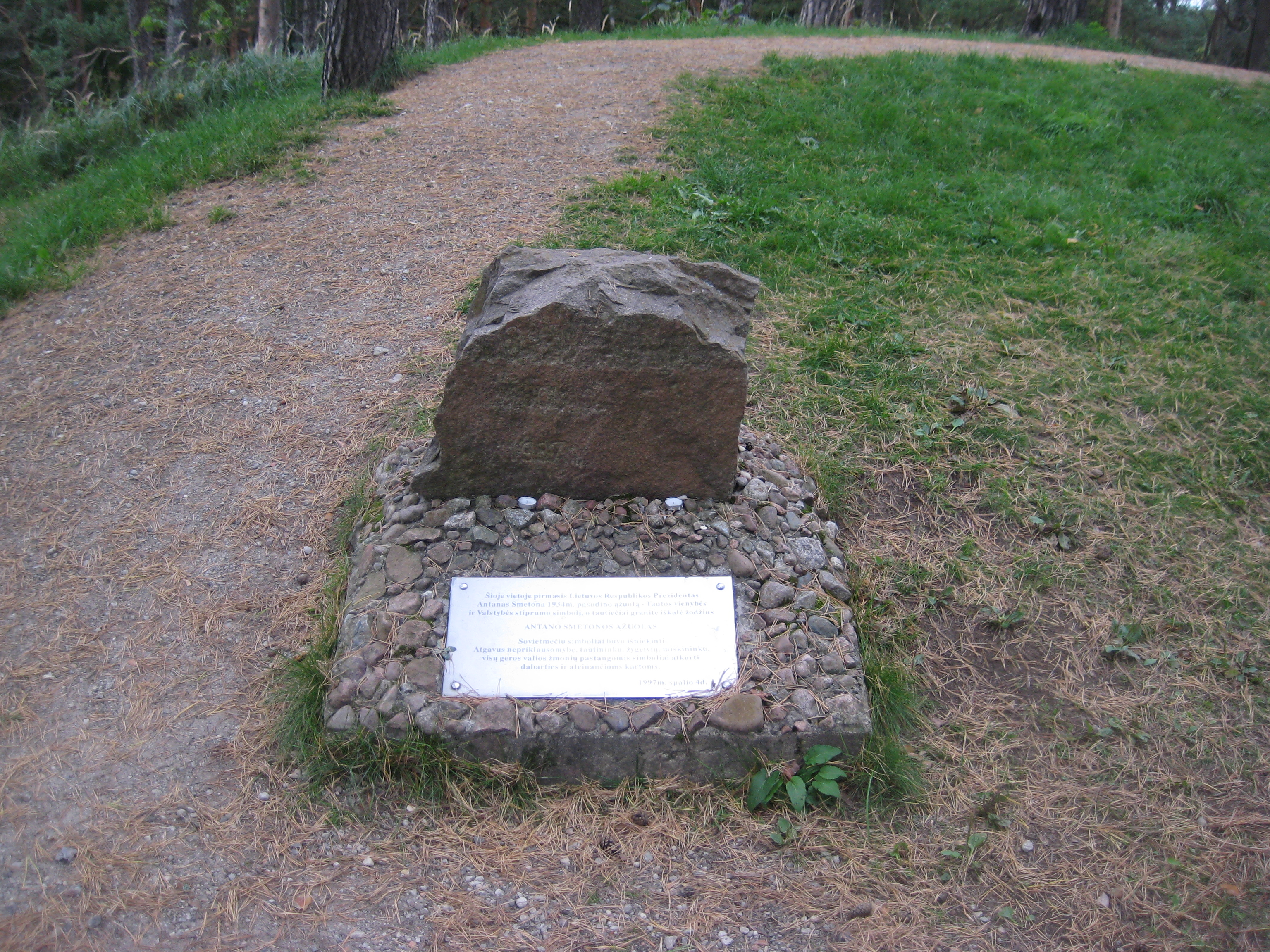
O piatră memorială a lui Smetona în Ginučiai, Lituania

Întrucât Smetona a fost ocupat cu scrisul, a acordat puțină atenție faptului că sistemul de încălzire din casa fiului său avea nevoie de reparații și devenea periculos. La 28 octombrie 1943, Smetona a scris:
Alaltăieri, fumul de cărbune m-a amețit. Nu puteam gândi clar. Acum mi-am revenit complet.
La 9 ianuarie 1944, în casă a izbucnit un incendiu. Fiul lui Smetona, Julius, a observat incendiul în timp ce se afla la primul etaj. Deasupra lui, în apartamentul de la mansardă, Smetona și soția lui Sofija au văzut fumul care pătrundea sub ușă. Sofija a deschis ușa și ea și Smetona au început să coboare scările. Sofija, sufocată de fum și flăcări, s-a oprit când și-a dat seama că soțul ei nu era cu ea. Smetona, care se pare că a hotărât că nu poate ieși fără haină – căci avea gripă și urma să țină un discurs săptămânile următoare –  s-a întors fără să-i spună nimic soției sale să-și ia o haină de blană. Au trebuit doar câteva minute ca să fie sufocat de fum. Julius a încercat să se întoarcă în clădirea în flăcări pentru a-și salva tatăl, dar a fost forțat să iasă din cauza fumului și a focului. Smetona a fost găsit întins pe podeaua bucătăriei de la etajul doi al apartamentului lui Julius. Nu a suferit arsuri.
Pompierii l-au scos pe Smetona afară și a fost transportat de urgență la spital cu ambulanța, dar a murit înainte de a ajunge.
În dosarul oficial se menționa că incendiul a fost cauzat de o sobă supraîncălzită. Unii cred, însă, că, din cauza activităților politice continue ale lui Smetona, incendiul a fost provocat de Serviciul de Informații al Rusiei (NKGB la acea vreme). Cu toate acestea, fără nicio dovadă, această afirmație este îndoielnică.
La 13 ianuarie 1944, înmormântarea președintelui Smetona a avut loc la Catedrala Sf. Ioan Evanghelistul din Cleveland. A oficiat episcopul Edward F. Hoban. Smetona a fost înmormântat la Cimitirul Calvary din Cleveland.
Soția sa Sofija a murit la Cleveland la 28 decembrie 1968.
Au supraviețuit fiica lor, Marija Danutė Smetonaitė (1905–1992), fiul Julius Rimgaudas Smetona (1913–1974) și fiii lui Julius, Anthony Algirdas Smetona (1939–2012), Juozas Smetona (1940–1996) și Vytautas Julius Smetona (născut în 1955).
În 1975, rămășițele lui Smetona au fost mutate de la mausoleul cimitirului Knollwood din Cleveland într-o criptă (nr. 103) lângă soția sa Sofija în secțiunea 23 a cimitirului All Souls din Chardon, Ohio.